# Huaröd
Huaröd est une localité suédoise située dans la commune de Kristianstad en Scanie.
Sa population était de 280 habitants en 2019.